# Saza (Nagasaki)
Saza (佐々町 Saza-chō?) es un pueblo pueblo localizado en el distrito de Kitamatsuura, prefectura de Nagasaki, Japón.

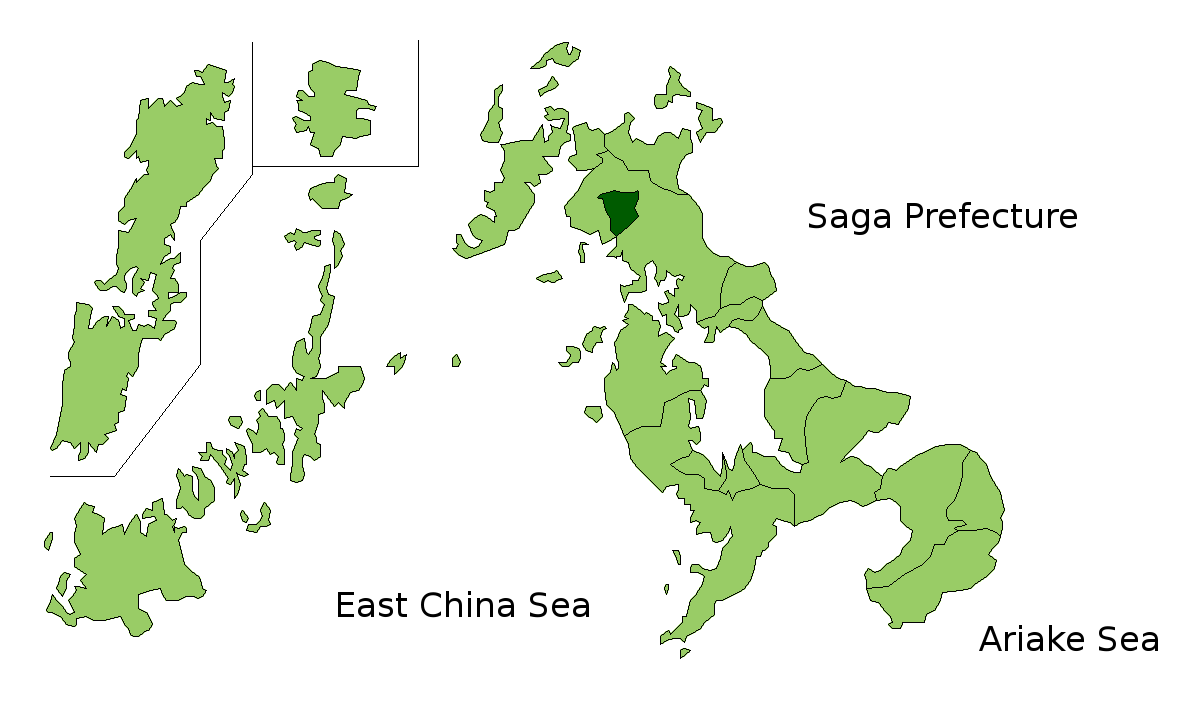
Localización de Saza en la prefectura Nagasaki

El 1 de enero de 2009 el pueblo contaba con una población estimada en 13,624 habitantes con una densidad de población de 422 personas por km². El área total del pueblo es 32.30 km².
- Datos: Q1350858
- Multimedia: Saza, Nagasaki / Q1350858